# Polizei (Frankreich)

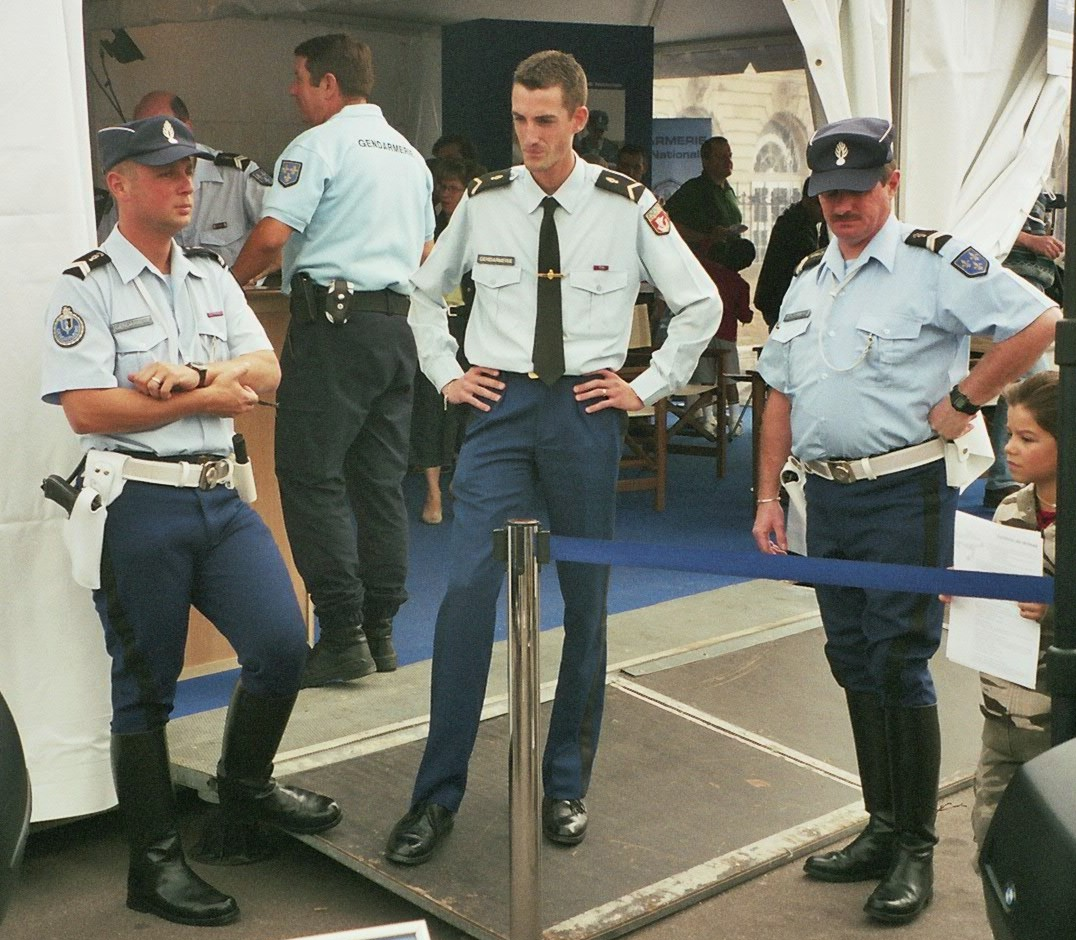
Französische Polizeivollzugsbeamte der Gendarmerie

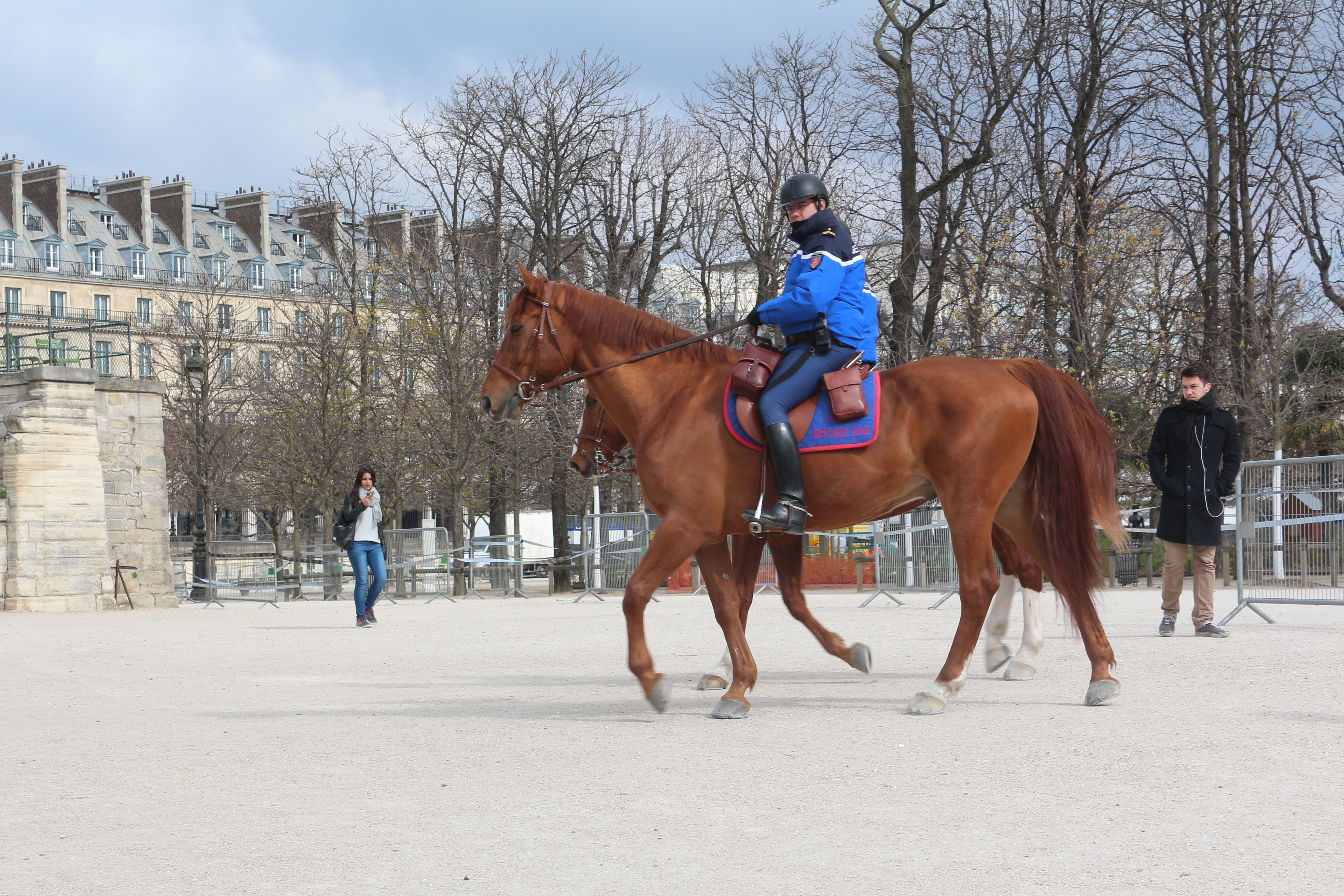
Berittene Polizei in Paris im März 2015

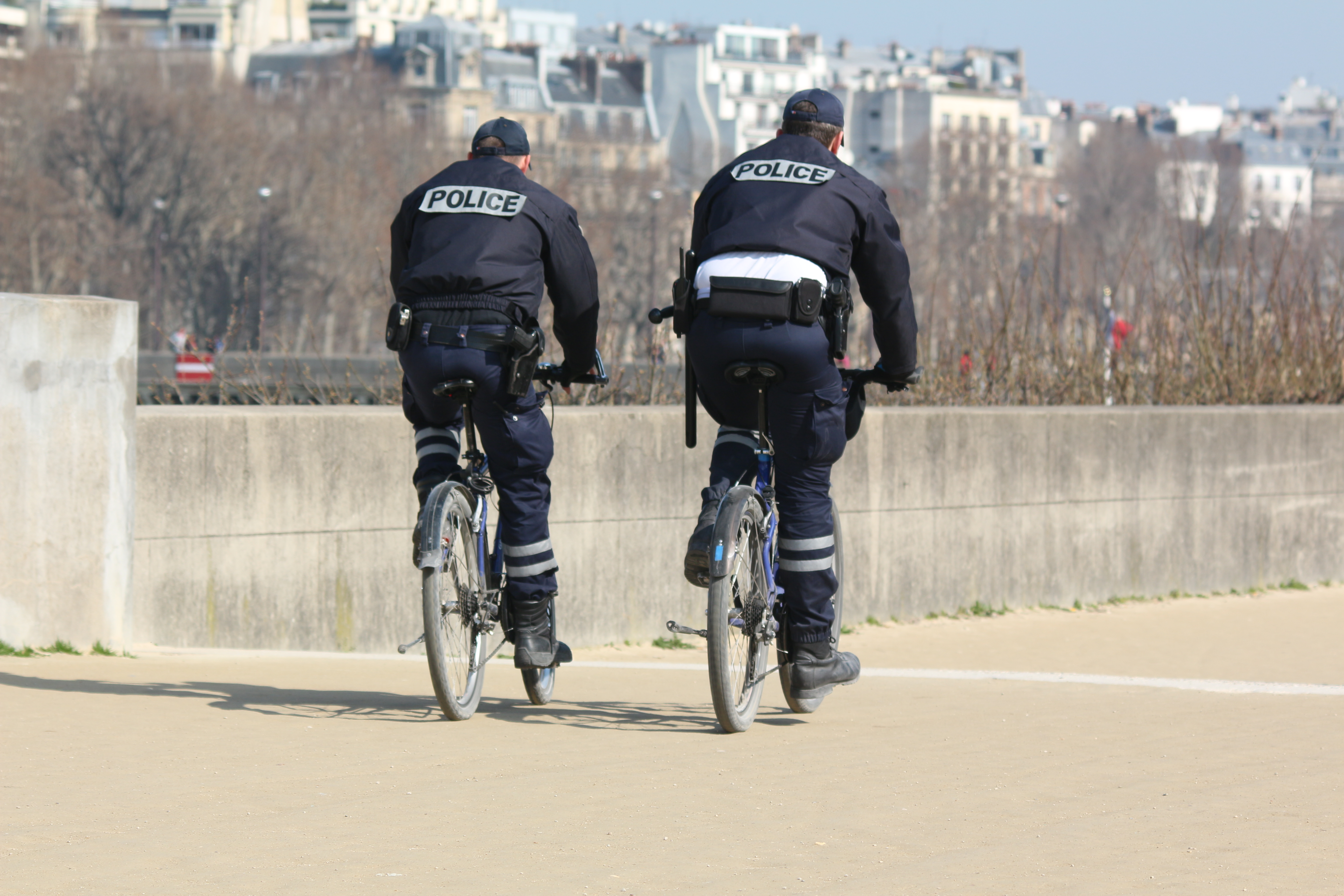
Fahrradpolizei am Seine-Ufer in Paris im März 2015 unweit des Eiffelturms

Die Aufgaben der Polizei wird in Frankreich durch drei Behörden erfüllt. Auf nationaler Ebene existiert zum einen die Police nationale (Nationalpolizei), die dem Innenministerium untersteht. Daneben gibt es die militärisch organisierte Gendarmerie nationale, für die sowohl das Verteidigungs- als auch das Innenministerium verantwortlich sind. Diese nationalen Institutionen werden auf kommunaler Ebene durch die den Bürgermeistern unterstellte Police municipale (Gemeindepolizei) ergänzt. Ferner gibt es in ländlichen Gemeinden oft Gardes champêtres (Feldhüter), welche hauptsächlich für den Feldschutz und den Umweltschutz zuständig sind. Die Polizeien der Gemeinden haben nur eingeschränkte Rechte und dürfen in der Regel nur Ortsrecht und die Einhaltung von Verkehrsvorschriften überwachen. Daneben unterstützen sie die für das jeweilige Gebiet zuständige nationale Polizeibehörde (Gendarmerie oder Police nationale). Oft tragen die Beamten der Gemeindepolizei keine Waffe.
Die Gendarmerie ist für ländliche Gebiete und Kleinstädte bis zu einer Größe von ca. 16.000 Einwohnern zuständig. Städtische Gebiete fallen unter die Aufsicht der Polizei.
Die beiden Behörden Gendarmerie und Polizei haben jedoch in mehreren Bereichen klar abgegrenzte Kompetenzen:
- Polizei: Fremden- und Grenzpolizei
- Gendarmerie: Angelegenheiten, die das Militär betreffen, Polizeiaufgaben auf See, Aufgaben auf Flugplätzen und Garde républicaine

Ferner war die Polizei bis 1984 für Rettungsdienst und Krankentransport zuständig (Police secours). Danach wurden diese Bereiche auf die Feuerwehren übertragen. Die Bergrettung ist jedoch Teil der Gendarmerie (Peloton de gendarmerie de haute montagne) und auch bei der den Compagnies Républicaines de Sécurité angesiedelt.
Die Nationalpolizei unterteilt sich wieder in die Police administrative (entspricht ungefähr der Schutzpolizei, jedoch mit eingeschränkten Vollzugsrechten) und die Police judiciaire (Kriminalpolizei).
Die Compagnies Républicaines de Sécurité (CRS) ist eine kasernierte, in regionale Gruppen und Kompanien gegliederte Spezialeinheit der Nationalpolizei, deren Einsatzgebiete mit denen der Bereitschaftspolizei in Deutschland vergleichbar sind (besonders Großlagen); für Aufgaben dieser Art ist bei der Gendarmerie die Gendarmerie mobile zuständig. Sowohl die Gendarmerie als auch die Polizei unterhalten Spezialeinheiten: Bei der Gendarmerie die Groupe d’intervention de la gendarmerie nationale (GIGN) und bei der Polizei die Recherche Assistance Intervention Dissuasion (RAID), mit Zuständigkeit für Flugzeugentführung, Kernkraftwerke, Kanaltunnel, Züge und andere verletzliche Infrastruktur, und die Groupe d’intervention de la Police nationale (GIPN). Bei der Gendarmerie gibt es ferner gepanzerte und paramilitärische Einheiten.
Die zivilen Ordnungskräfte leiten ihr Selbstverständnis aus der Erklärung der Menschen- und Bürgerrechte von 1789 ab. Auch die französische Gendarmerie wurde 1791 unmittelbar nach der Revolution geschaffen und war im 19. Jahrhundert das Vorbild für die Gendarmerien vieler anderer Staaten.
Im Zuge einer allgemeinen Reform wurden die Dienstränge auch der „zivilen“ Polizeien in Frankreich am Ende des zwanzigsten Jahrhunderts „militarisiert“, was bei interbehördlichen Zusammenarbeiten das Erkennen, wer wem überstellt oder untergeordnet zu sein hat, erleichtert.

## Kennzeichnungspflicht
Siehe auch
Seit dem 1. Januar 2014 ist es für die Polizeibeamten der Nationalpolizei und der Gendarmerie Pflicht, eine Identifikationsnummer zu tragen. Diese muss sichtbar an Arm oder Brust getragen werden. Die Polizeibeamten sind verpflichtet, im Dienst eine Identifikationskarte bei sich zu tragen, auf der ein Lichtbild und alle relevanten Daten zu ihrer Identität ersichtlich sind.
Von der Verpflichtung zum Tragen einer Identifikationsnummer sind Polizeibeamte des Inlandsgeheimdienstes der französischen Regierung, Sicherheitspersonal der französischen Auslandsvertretungen und Polizeibeamte, die bei Zeremonien oder Gedenkfeiern ihren Ehrenanzug tragen, befreit. 
Es sind keine Probleme in der Umsetzung und Anwendung dieser gesetzlichen Regelung bekannt.

## Die Bezeichnung „flic“
Vergleichbar dem deutschen „Bullen“, im heutigen Sprachgebrauch aber weniger negativ besetzt als diese Bezeichnung, wird für einen Polizisten in Frankreich im Argot das Wort „flic“ verwendet. Über die Herkunft ist man sich uneins. Die heutige favorisierte Etymologie geht von dem alten deutsch-französischen Wort flique ‚Fliege‘ aus, in Analogie zu der im 19. Jh. üblichen Argotbezeichnung mouche ‚Fliege‘, die heute in mouchard ‚Spion‘, ‚Spitzel‘ fortlebt. Auch eine Entlehnung aus dem Elsässischen, Schnallèflicker (die von den Straßburgern despektierlich verwendete Bezeichnung für einen Nationalgardisten), scheint möglich. Der Duden spricht hingegen von einer Herkunft aus dem Rotwelschen: „flick“, was  schlicht Knabe bedeutet.